# Московское золото

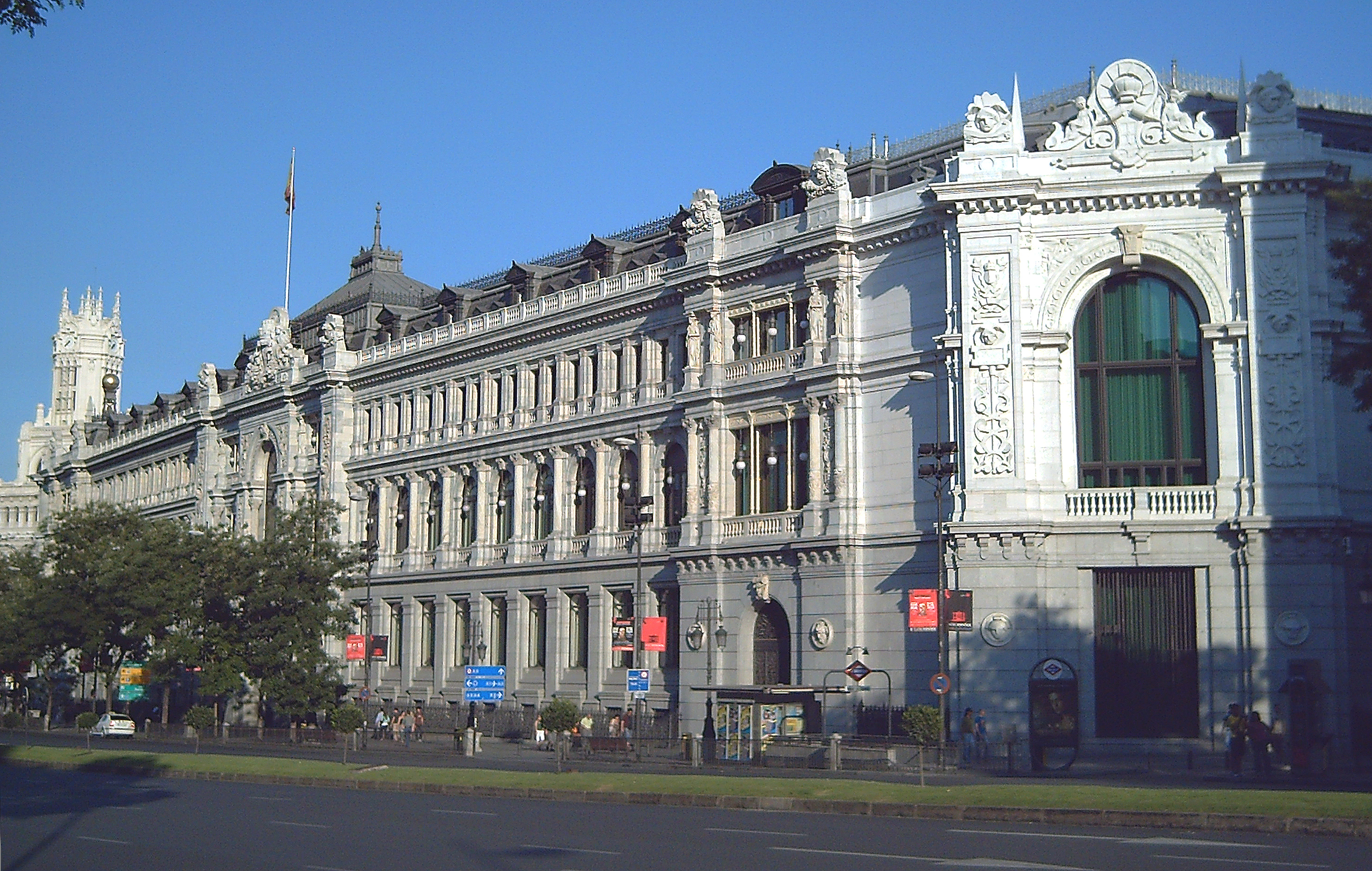
Северный фасад Банка Испании в Мадриде, часть золотых резервов которого была отправлена в Советский Союз во время Гражданской войны в Испании.

Московское золото (исп. Oro de Moscú) или Золото Республики (исп. Oro de la República) — собирательное обозначение операции по переводу части золотого запаса Банка Испании из Мадрида в Советский Союз. В общей сложности из Испании в Советский Союз было перевезено 510 тонн золота, что соответствовало 73 процентам золотого запаса Банка Испании. Операция по переброске золота была проведена спустя несколько месяцев после начала Гражданской войны в Испании. Инициатором вопроса передачи золота Советскому Союзу стал министр финансов Испании Хуан Негрин, инициатива которого была поддержана правительством Второй Испанской Республики во главе с премьер-министром Франсиско Ларго Кабальеро. Помимо прочего термином «Московское золото» обозначались вопросы, касающиеся продажи золота в СССР и использования полученных средств для финансирования боевых действий. Оставшаяся часть золотого запаса Банка Испании — 193 тонны, что соответствовало 27 процентам, была перевезена во Францию, а операция по переводу части золотого запаса Испании во Францию получила название «Парижское золото».
Термин «Московское золото» появился в результате кампаний антисоветской пропаганды, основной целью которых стала дискредитация профсоюзов и политических партий западных стран, придерживающихся коммунистической идеологии, получавших финансовую поддержку со стороны Москвы. В конце 1930-х годов, когда Иосиф Сталин сосредоточил свои усилия на продвижении идей «мировой пролетарской революции», англоязычные средства массовой информации, такие как журнал «Time», использовали термин «Московское золото» для обозначения планов советского руководства по интенсификации активности международного коммунистического движения, которое к тому времени уже заявило о себе в Соединенных Штатах Америки и Великобритании. В начале 1990-х годов термин «Московское золото» (фр. l'or de Moscou) активно применялся во Франции для дискредитации французской Коммунистической партии. История с перевозкой золота в Советский Союз получила широкую огласку в международной прессе во время Гражданской войны в Испании и первые годы диктаторского режима Франко.
Перевозка золота во Францию и Советский Союз всегда привлекала к себе большое внимание, и, начиная с 1970-х годов, появляется литература с исследованиями этого эпизода испанской истории. Вопрос передачи золотого запаса Банка Испании во время Гражданской войны породил массу слухов и домыслов, и особо ожесточенные дискуссии по этому вопросу велись в Испании. В основе таких дискуссий лежали различные трактовки мотивов решения о передаче золотого запаса иностранным государствам и вариантах его использования, влияния вопроса о золотом запасе на развитие Гражданской войны, отношения республиканского правительства в изгнании к вопросу о золотом запасе и отношениях между правительством Франко и Советским Союзом.

## Предыстория вопроса

### Обстановка в Испании

Территории, контролируемые республиканцами (красные) и испанскими националистами (синие), по состоянию на сентябрь 1936 года. Зелёным отмечены области, занятые националистами в ходе боевых действий за 1936 год.

Гражданская война в Испании началась 19 июля 1936 года после неудачной попытки военного переворота против правительства Второй Республики, во время которого примерно треть страны оказалась под контролем испанских националистов. Для получения поддержки в боевых действиях против правительственных частей Второй Республики, испанские националисты во главе с генералом Франсиско Франко вступили в переговоры с Италией и Германией. В свою очередь официальное правительство Второй Республики обратилось за помощью к Франции, что быстро привело к разрастанию конфликта на международном уровне. Обращения за международной помощью со стороны правительства Второй Республики и националистов выявило отсутствие с обеих сторон вооружения, которое было необходимо для ведения боевых действий.
В момент начала Гражданской войны в Испании политический климат в соседней Франции не отличался стабильностью и предсказуемостью. Большинство мест во французском правительстве занимали представители Народного Фронта и центристы из Радикальной партии. Премьер-министр Франции Леон Блюм при поддержке французской Коммунистической Партии выступал за военное вмешательство на стороне республиканцев в Испании, но этому плану резко воспротивилась Радикальная партия, которая грозилась отозвать своих представителей из правительства Блюма. Правительство Великобритании также придерживалась политики невмешательства в дела Испании, которую проводил премьер-министр Стэнли Болдуин. На фоне имеющихся разногласий во французском правительстве 25 июля 1936 года был принят пакет мер, запрещавший любые поставки обеим воюющим сторонам в Испании. Как только Гитлеру стало известно о том, что западные государства заняли позицию невмешательства в испанский конфликт, он отдал приказ об отправке первой партии самолётов и технических специалистов в Марокко, которое к тому времени контролировалось испанскими националистами. Бенито Муссолини также направил испанским националистам материальные грузы и самолёты, которые 29 июля 1936 года использовались для переброски войск из Марокко в контролировавшуюся испанскими националистами Севилью.
Первого августа 1936 года французское правительство предложило международному сообществу для обсуждения «Соглашение о невмешательстве в дела Испании», а седьмого августа 1936 года Великобритания выступила в поддержку французской инициативы. Советский Союз, Португалия, Италия и Германия изначально также поддержали предложение французской стороны, и 9 августа 1936 года вошли в созданный «Комитет по невмешательству в дела Испании». Однако Португалия, Италия и Германия продолжали поддерживать испанских националистов, регулярно снабжали их необходимыми материалами и осуществляли логистику. Для пополнения своих запасов республиканцам приходилось закупать необходимые материалы на чёрном рынке и в Мексике.
В августе и сентябре 1936 года испанские националисты одержали ряд важных побед над республиканскими войсками — в результате битвы при Бадахосе 14 августа 1936 года республиканцы оказались отрезаны от Португалии, а 14 сентября 1936 года испанскими националистами была перекрыта граница между Страной Басков и Францией. Успехи испанских националистов по времени совпали с изменением политики Советского Союза, который начал занимать более активную позицию по поддержке республиканцев. Для этого Советский Союз установил дипломатические отношения с Республикой Испания, а первым послом в Испании 21 августа 1936 года был назначен Марсель Розенберг (бывший представитель Советского Союза в Лиге Наций).
К концу сентября 1936 года коммунистические партии разных стран получили инструкции Коминтерна и Москвы, согласно которым предписывалось набрать добровольцев и сформировать Интернациональные бригады для войны в Испании (первые Интербригады смогли принять участие только в ноябре 1936 года). Тем временем 27 августа испанские националисты одержали важную победу во время осады Алькасара, что позволило генералу Хосе Энрике Варела начать проведение операции по взятию Мадрида.
В октябре 1936 года Советский Союз начал отгрузки военной помощи вновь сформированному правительству Народного Фронта. В новый кабинет министров вошли два министра — коммуниста, а премьер-министром был избран Франсиско Ларго Кабальеро. Иван Майский, советский посол в Великобритании, в своём выступлении 23 октября 1936 года на заседании «Комитета по невмешательству в дела Испании» выступил в защиту позиции Советского Союза, аргументировав это помощью испанским националистам, оказанной Германий, Италией и Португалией, которая также нарушала положения «Соглашения о невмешательстве».

### Статус золотых резервов и Банка Испании
В мае 1936 года, незадолго до начала Гражданской войны, считалось, что Испания обладает четвёртым по величине золотым запасом в мире. Такое положение вещей объяснялось тем, что во время Первой мировой войны Испания придерживалась нейтралитета и смогла хорошо заработать на военных поставках. На основе записей и исторических документов известно, что с 1931 года бо́льшая часть резервов Банка Испании хранилась в его главном хранилище в Мадриде, а оставшаяся часть резервов хранилась в региональных представительствах Банка Испании и на депозитах в Париже. Золотой резерв Банка Испании состоял в основном из испанских и иностранных золотых монет. При этом доля монет старой чеканки не превышала 0,01 % от общего объёма. Количество золотых слитков было невелико и в резервах Банка Испании насчитывалось только 64 слитка.
Стоимость золотых резервов Банка Испании подтверждалась несколькими источниками. Так, газета «New York Times» сообщала о том, что по состоянию на 7 августа 1936 года стоимость золотых резервов Банка Испании оценивалась в 718 миллионов долларов США. При пересчёте стоимости золотых резервов в физические величины получается, что на балансе Банка Испании находилось 635 тонн (20,42 миллиона тройских унций) чистого золота. Согласно статистике Банка Испании, опубликованной в официальной газете испанского правительства 1 июля 1936 года, по состоянию на 30 июня 1936 года стоимость золотых резервов составила 5,24 миллиарда испанских песет. По мнению исследователя Анхеля Виньяса (исп. Ángel Viñas), сделавшего расчёты стоимости золотых резервов Банка Испании, 718 миллионов долларов США (в ценах 1936 года) в 2005 году составили бы 9,725 миллиарда долларов США (с учётом инфляции). Для сравнения, стоимость золотых резервов Испании по состоянию на сентябрь 2005 года составляла 7,509 миллиарда долларов США.
По аналогии с Центральными банками Франции и Англии в 1936 году в форме акционерного общества с уставным капиталом в 177 миллионов испанских песет был создан Банк Испании. На весь объём уставного капитала Банка Испании было выпущено 354 тысячи акций с номинальной стоимостью 500 песет каждая. Несмотря на то, что по своей природе Банк Испании не являлся государственным учреждением, правительство Испании имело право назначать Управляющего Банком, а министр финансов Испании мог назначать членов Совета Директоров.
Первой попыткой создания Центрального банка Испании на основе частного банка (неподконтрольного правительству страны) стало принятие 29 декабря 1921 года «Закона Камбо» (по имени министра финансов Испании Франсеска Камбо), или закона о Центральном Банке (исп. Ley de Ordenación Bancaria). Закон предусматривал полномочия Банка Испании по управлению золотыми резервами и требовал обязательного согласования Совета Министров при принятии тех или иных решений, касающихся золотых резервов страны. Согласно «Закону Камбо» правительство Испании имело право требовать от Банка Испании поддержания курса национальной валюты путём продажи части золотых резервов в объеме, утверждаемом министерством финансов Испании.
Некоторые исследователи ставят под сомнение правомочность действий правительства по отношению к золотым резервам Банка Испании. Так, к примеру, Пио Моа (исп. Pío Moa) полагает, что принятое правительством решение о переводе золотых резервов Банка Испании прямо нарушает «Закон Камбо». Однако, согласно показаниям последнего министра финансов при режиме короля Альфонсо XIII — Хуана Вентозы (исп. Juan Ventosa y Calvell), применение «Закона Камбо» вело к ограничению экономического развития страны. Принимая по внимание показания Хуана Вентозы, исследователь Анхель Виньяс полагает, что решения правительства Испании о переводе золотых резервов Банка Испании полностью соответствовали букве закона. Согласно Виньясу испанское правительство, оказавшись в сложной ситуации, созданной началом Гражданской войны, решилось на «скрытую национализацию Банка Испании».
«Скрытая национализация Банка Испании» подразумевала под собой замену высокопоставленных сотрудников банка на лояльных республиканскому правительству граждан. Так, на основании Декрета от 4 августа 1936 года, с должности первого заместителя Управляющего Банком Испании был снят Педро Пан Гомес (исп. Pedro Pan Gómez), а вместо него был введён в должность Хулио Карабиас (исп. Julio Carabias). Спустя десять дней после снятия с должности Педро Пан Гомеса из состава Банка Испании был выведен ряд высокопоставленных руководителей. После перевода части золотых резервов Банка Испании в Советский Союз, состоявшегося 21 ноября 1936 года, был утверждён новый состав Совета Директоров Банка Испании, который просуществовал без изменений до 24 декабря 1937 года, когда девять членов Совета были заменены на институциональных представителей.

### Парижское золото

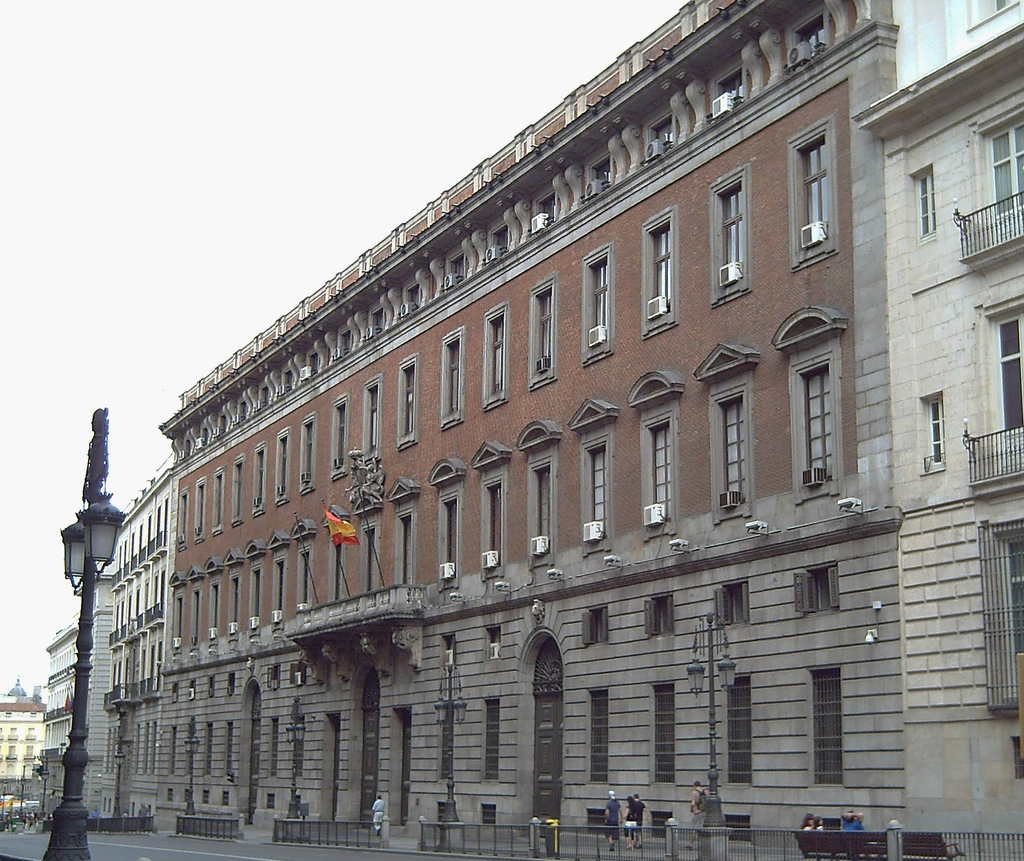
Здание Королевской таможни (Real Casa de la Aduana) в Мадриде, в котором располагалась штаб-квартира Министерства финансов Испании.

С началом Гражданской войны испанские националисты приступили к созданию государственных структур, полагая при этом, что государственные структуры республиканцев являются нелегитимными. Одной из такой структур, созданной испанскими националистами, стал Центральный банк Испании, штаб-квартира которого располагалась в городе Бургос. При этом каждая из сторон считала себя правопреемницей Банка Испании, как у себя в стране, так и за рубежом. Однако, штаб-квартира Банка Испании, с большей частью золотого запаса, располагалась в Мадриде, который находился под контролем республиканцев. Оставшаяся часть золотых запасов Банка Испании находилась на хранении в региональных подразделениях Банка, которые также контролировались республиканским правительством.
Уже 26 июля 1936 года премьер-министр республиканского правительства Хосе Хираль объявил о решении отправить часть золотых резервов Банка Испании во Францию. Как только новости об отправке части золотого запаса Испании во Францию стали известны испанским националистам, они тут же выступили с заявлением, в котором предупредили о том, что решение республиканского правительства нарушает Закон о Центральном банке и, соответственно, является незаконным. В связи с действиями республиканского правительства 25 августа 1936 года испанскими националистами был принят Декрет № 65, в котором действия республиканского правительства в отношении золотых резервов объявлялись незаконными и недействительными:
Декрет 65:

Действуя в интересах соблюдения порядка Совет Национальной Обороны (исп. Junta de Defensa Nacional) обращает внимание на действия так называемого «мадридского правительства» в отношении золотых резервов Банка Испании. Считаем своим долгом сообщить о последствиях подобных решений, которые приняты в нарушении Закона о Центральном Банке (исп. Ley de Ordenación Bancaria) и со всей ответственностью заявляем, что решения, принятые с нарушениями закона, являются недействительными. Любой граждан, вне зависимости от подданства,  вовлеченный в реализацию заведомо незаконных операций подлежит уголовному преследованию в порядке, определенным отдельным Декретом. Данное заявление принимается в ввиду создавшейся чрезвычайной ситуации, и преследует защиту национальных интересов.
Учитывая вышесказанное, как Президент Совет Национальной Обороны, заявляю следующее:
Статья № 1. Любые финансовые операции, проводимые с золотыми резервами Банка Испании с 18 июля 1936 года, объявляются недействительными, а все золотые резервы подлежат немедленному истребованию,  вне зависимости от их местонахождения.
Статья № 2. За совершение вышеупомянутых действий со стороны физических и юридических лиц, осуществляющих свою деятельность на территории Испании, помимо уголовной ответственности предусмотренной Декретом № 36, все ценности, находящиеся во владении физического или юридического лица, будут конфискованы в целях возмещения ущерба.
Бургос, 25 августа 1936 года.
Министр финансов Франции Венсан Ориоль и Управляющий Банком Франции Эмиль Лаберье (фр. Émile Labeyrie) приняли совместное решение о том, что французская сторона может продолжать операции с золотыми резервами Испании. Действия французского министра финансов и Управляющего Банка Франции объяснялись их антифашистской позицией и стремлением поддержать французский франк. Создание «Комитета о невмешательстве в дела Испании» не прекратило практику перевода испанских золотых резервов во Францию, и сформированное в сентябре 1936 года испанское республиканское правительство во главе с Ларго Кабальеро продолжало отправлять золото во Францию. Правительства Франции и Великобритании последовательно отвергали претензии правительства испанских националистов о якобы незаконном использовании золотых резервов Банка Испании.
К марту 1937 года испанские республиканцы отправили в Банк Франции 193 тонны золота, что равнялось 27 процентам золотых запасов Банка Испании. В обмен на переданное французской стороне золото республиканцы получили 3 миллиарда 922 миллиона французских франков (196 миллионов долларов США), которые были использованы на закупку вооружения и продовольствия. Помимо официального вывоза золотых запасов Банка Испании во Францию, наблюдался также незаконный вывоз во Францию золота, серебра и ювелирных изделий. Столкнувшись с ситуацией контрабандного вывоза золота, серебра и ювелирных изделий во Францию республиканское правительство Испании 30 августа 1936 года приняло решение, оправдывающее подобный вывоз ценностей, ввиду «вынужденных мер, необходимых для подавления вооружённого восстания».
В последний год Гражданской войны правительству испанских националистов были возвращены 40 тонн золота, находящихся в одном из хранилищ города Мон-де-Марсан. Возврат золота из хранилища Мон-де-Марсана стало единственным примером удовлетворения претензий правительства испанских националистов на золотые резервы Банка Испании.

## Из Мадрида в Москву

### Приказ о переводе золота и его мотивы
По инициативе министра финансов Хуана Негрина 13 сентября 1936 года был подписан секретный декрет, разрешающий перевозку золотых резервов Банка Испании. Декрет предусматривал ответственность представительства перед Генеральными Кортесами (законодательный орган Испании), но в конечном счете это положение документа оказалось не выполненным.
Тринадцатого числа сего месяца Президентом Республики был подписан секретный Декрет: В связи с чрезвычайной обстановкой в стране, вызванной вооружённым восстанием, вынуждает Правительство принять меры по сохранности золотых резервов Банка Испании. Создавшаяся в стране обстановка требует сохранение текста этого Декрета в тайне.  Принимая во внимание сложившиеся обстоятельства, и действуя с согласия совета министров по инициативе министра финансов, постановляю следующее:
Статья № 1. При необходимости Министерство финансов уполномочивается произвести транспортировку золотых резервов Банка Испании в безопасное место (с соблюдением необходимых мер предосторожности), находящихся в настоящее время на хранении в центральном хранилище Банка Испании.
Статья № 2. Правительство принимает на себя ответственность по доведению текста данного Декрета  до Генеральных Кортесов Испании.
Мадрид, 13 сентября 1936 г.
Помимо министра финансов Декрет был подписан Президентом Республики Мануэлем Асанья, который позже утверждал, что ему не было известно о конечном пункте транспортировки золотых резервов Банка Испании. По словам Ларго Кабальеро Асанья был уведомлен об этом решении пост-фактум, в силу эмоционального состояния Президента Республики и его прохладного отношения к операции.
Нужно ли было посвящать в процесс принятия решения большое количество людей? По-моему мнению, это было излишним, так как любая допущенная оплошность могла вызвать международный скандал. Мы решили не посвящать Президента Республики в детали операции, который в то время и так находился в подавленном состоянии. Поэтому о принятом решении знали только председатель Совета Министров (в данном случае – сам Ларго Кабальеро), министр финансов Хуан Негрин, и министр военно-морского и воздушного флотов Индалесио Прието. Однако нужно заметить, что переговоры с советской стороны вели только председатель Совета министров и министр финансов.
Франсиско Ларго Кабальеро  
Некоторые исследователи, такие как Виньяс, объясняют решение о вывозе золотых резервов за пределы Мадрида быстрым наступлением Африканской армии под командованием Франсиско Франко на столицу Испании. На момент принятия решения о вывозе золотых резервов Африканская армия Франко находилась в 116 километрах от Мадрида, и все усилия республиканский стороны остановить быстрое наступление испанских националистов на столицу не увенчались успехом. Тем не менее, войска Франко не стали с ходу брать Мадрид, а двинулись на помощь своим союзникам, где приняли участие в осаде Толедо. После проведения успешной операции в Толедо авторитет Франко значительно вырос, что усилило его политический вес, и 29 сентября 1936 года испанскими националистами он был провозглашен главой государства. Несмотря на то, что правительство республиканцев 6 ноября 1936 года перебралось в Валенсию, Мадрид смог выдержать осаду испанских националистов вплоть до конца войны.
Премьер-министр Ларго Кабальеро, одно из ключевых лиц тех событий, объяснял принятие решения о вывозе золотых резервов в силу создания «Комитета по невмешательству в дела Испании» и нежелания демократических стран поддержать испанских республиканцев.
Когда фашисты уже стояли у стен испанской столицы, министр финансов запросил Совет Министров санкционировать перевозку золотых резервов Банка Испании за пределы страны, не раскрывая конечного пункта транспортировки. Первым делом министр финансов перевез золотые резервы в форт Картахены, а затем, опасаясь нападения националистов, он решил вывезти их из страны. У нас не было особого выбора, и поэтому мы перевезли золотые резервы в Советский Союз – страну, которая помогла нам оружием и продовольствием.
Франсиско Ларго Кабальеро 
Однако Луис Аракистайн (исп. Luis Araquistáin), член той же партии, что и Ларго Кабальеро, придерживается мнения, что на решения о переброске золотых резервов влияние оказала советская сторона.
С Ларго Кабальеро мы были близкими друзьями, и я не помню, что он находился в подавленном состоянии от мрачных перспектив окончания войны. Также мне трудно поверить в то, что министр финансов Хуан Негрин пал жертвой пессимизма в отношении исхода войны. Заявление о том, что «у нас не было другого выбора, кроме как перевезти золото в Советский Союз» выглядит совершенно диким, и по моему мнению советская сторона оказала влияние на премьер-министра и министра финансов.
Луис Аракистайн 
Помимо угрозы со стороны испанских националистов рассматривалась возможность захвата золотых резервов Банка Испании Федерацией анархистов Иберии, представители которой планировали нападение на хранилище Банка Испании и перевод золотых резервов в главный бастион анархистов — Барселону. Анархисты рассчитывали не только захватить золотые резервы Банка Испании для их последующего сохранения, но и использовать для закупки вооружений и продовольствия. Планы по захвату золотых резервов Банка Испании разрабатывал один из самых серьезных оппонентов министра финансов Хуана Негрина — анархист Диего Абад де Сантильян. Однако было бы неверно утверждать, что золотые резервы Банка Испании перевозились в Картахену не для обеспечения их безопасности, а для дальнейшей транспортировки в Москву, как это сделал историк Франсиско Олайя Моралес.
Несмотря на то, что большинство историков сходится во мнении, что главным действующим лицом в операции по передаче золотых резервов Банка Испании советской стороне был министр финансов Хуан Негрин (вне зависимости от того, была ли это его частная инициатива, или имели место манипуляции Советского Союза), до сих пор остается неясным кто первым предложил идею о вывозе золотых резервов за пределы Испании. Английский историк Энтони Бивор считает, что влияние на Хуана Негрина оказал советский торговый представитель Артур Сташевский, которому в виду опасности со стороны испанских националистов и необходимости приобретения сырья и материалов удалось убедить министра финансов открыть «золотой счёт» в Москве. Бивор ссылается на Габриэля Джексона (англ. Gabriel Jackson) и Виктора Альбу (исп. Víctor Alba), которые в своей книге «Хуан Негрин» предположили, что идея о вывозе золотых резервов в Советский Союз принадлежит самому Негрину, и что эта идея, высказанная Негрином, застала советскую сторону врасплох. Однако друг Хуана Негрина Мариано Ансо (исп. Mariano Ansó) отвергает такое предположение, аргументируя это тем, что «он (Негрин) не мог быть автором идеи вывоза испанского золота в Советский Союз, ведь он (Негрин) играл лишь второстепенную роль при „испанском Ленине“ (Ларго Кабальеро) и его советниках, которых возглавлял Луис Аракистайн». По мнению Мартина Асеньи (исп. Martín Aceña), именно Сташевский был тем человеком, который предложил вывезти золотые резервы в Москву. В свою очередь Вальтер Кривицкий, руководитель советской разведки в Западной Европе, бежавший от чисток в США, заявлял, что перед вмешательством в Гражданскую войну в Испании Иосиф Сталин хотел получить подтверждения о наличии средств, которыми могла быть оплачена помощь Советского Союза.
После принятия секретного Декрета 14 сентября 1936 года Совет Банка Испании, успевший основательно поредеть с начала войны, был уве́домлен о решении Правительства об изъятии и перевозке золотых резервов. С учетом того, что изъятие золотых резервов началось до начала заседания Совета Банка Испании, Совет не смог воспротивиться действию правительства. Два члена Совета, которые не были связаны с испанскими националистами, Хосе Альварес Гэрра (исп. José Álvarez Guerra) и Лоренсо Мартинес Фреснеда (исп. Lorenzo Martínez Fresneda) подали в отставку. Мартинес Фреснеда протестовал против решения правительства, мотивируя это тем, что золотые резервы являются собственностью Банка Испании и не могут быть изъяты представителями государственных или правительственных органов. Он также заявил, что законом предусматривается обмен банкнот на золото и, следовательно, золото должно оставаться в хранилищах Банка Испании.
Согласно показаниям господина Мартинеса Фреснеды 15 сентября 1936 года состоялось внеочередное секретное заседание Совета Банка Испании, которое было организовано в срочном порядке 14 сентября 1936. На этом заседании Мартинес Фреснеда узнал от Управляющего Банком о решении правительства о немедленном изъятии и вывозе золотых резервов Банка Испании в безопасное место ввиду наступления противника. Узнав последние новости, господин Фреснеда заявил, что раз уж правительство приступило к изъятию и вывозу золота из хранилищ Банка Испании, то нет никакого смысла оспаривать такое решение. Однако по мнению господина Фреснеды, несмотря на невозможность оспаривания решения правительства, необходимо четко и ясно заявить о незаконности подобных действий – золотые резервы являются собственностью Банка Испании, и они не могут быть изъяты ни государственными, ни правительственными органами.  Более того, золотые резервы используются для обмена бумажных банкнот и, соответственно, должны находиться в хранилищах Банка Испании, приспособленных для таких целей. Господин Фреснеда выразил своё несогласие с действиями, предпринятыми правительством, и поддержал позицию главного советника Альвареса Гэрры по этому вопросу. Господин Фреснеда заявил, что в свете новых обстоятельств не видит иного выхода, как подать в отставку.

### Изъятие и перевозка в Картахену золотых резервов Банка Испании
Ранним утром 14 сентября 1936 года, спустя сутки с момента подписания секретного протокола, в здание Банка Испании прибыли испанские карабинеры, направленные республиканским правительством. Операцию по изъятию золотых запасов возглавил управляющий директор Казначейства и будущий министр финансов в правительстве Хуана Негрина Франсиско Мендез Аспе (исп. Francisco Méndez Aspe), которого сопровождал капитан Хулио Лопез Масегоса (исп. Julio López Masegosa) и 50-60 металлургов и слесарей.
Хранилища Банка Испании были вскрыты и в ближайшие несколько дней представители республиканского правительства изъяли всё золото, которое находилось в помещениях Банка. Золото было упаковано в деревянные ящики и перевезено на железнодорожную станцию Аточа, откуда оно было направлено в сторону Картахены. По мнению историка Анхеля Виньяса «Картахена была важной морской базой, с хорошими путями снабжения и надёжными укреплениями. Более того, она находилась в стороне от главного театра военных действий и в случае необходимости позволяла произвести переброску золотых резервов за пределы страны по морю».
По словам очевидцев, золотые резервы под усиленной охраной перевозились в Картахену по железной дороге. Спустя несколько дней после изъятия золотых резервов Банка Испании, правительственные функционеры вывезли также и серебро, стоимость которого на момент изъятия оценивалась в 656 708 702,59 испанских песет. В период с июня 1938 по июль 1939 года это серебро было продано в Соединённые Штаты Америки и Францию за чуть более 20 миллионов американских долларов (часть серебра была конфискована французскими властями).
Можно предположить, что после того, как золото Банка Испании было перевезено подальше от боевых действий, положения секретного Декрета от 13 сентября 1936 года были полностью исполнены. Испанские националисты выразили резкий протест на действия республиканского правительства, как только им стало известно о перевозке золота в Картахену. Тем не менее, 15 октября 1936 года Хуан Негрин и Ларго Кабальеро принимают решение о переброске золота из Картахены в Советский Союз.
Руководитель НКВД в Испании Александр Орлов 20 октября 1936 года получил шифрованную телеграмму от Сталина с приказом организовать и согласовать с Негрином перевозку золота в СССР. В ответ Орлов уведомил Сталина о том, что он организует перевозку золота на советских танкерах, которые только что прибыли в Испанию. Позднее на слушаниях сенатского комитета Орлов заявил:
Хотел бы отметить, что в тот момент республиканское правительство не вполне контролировало ситуацию. Я честно предупредил министра финансов Хуана Негрина о последствиях такого решения – если анархисты перехватят русских водителей на грузовиках с испанским золотом, они всех расстреляют, а следом грянет такой скандал, который вполне может привести к революции. С учётом всего этого, я попросил Негрина снабдить меня документами на вымышленное имя, по которым я мог представиться агентом Банка Англии или Банка Америки, перевозящим золото в безопасное место. В связи с тем, что я хорошо говорил по-английски и мог сойти за иностранца, Негрин поддержал мою идею. Негрин выписал мне документы на имя Блэкстон, и я стал представителем Банка Англии.
Управляющий директор Казначейства Франсиско Мендез Аспе, «правая рука» Хуана Негрина, прибыл в Картахену 22 октября 1936 года с приказом о погрузке большей части ящиков с золотом, каждый из которых весил порядка 75 килограммов, на советские суда КИМ, Курск, Нева и Волголес. Согласно показаниям Орлова:
За две недели до проведения операции по отгрузке золота в СССР в Картахене высадилась бригада советских танков, которой командовал полковник Семен Моисеевич Кривошеин. Бригада Кривошеина располагалась в 65 километрах от Картахены, и я обратился к нему за помощью – Кривошеин выделили мне двадцать грузовиков и несколько лучших танкеров. За час или два до прибытия грузовиков с золотом с судов вывели около шестидесяти испанских матросов, и отправили их на пороховые склады. Вместе с караваном грузовиков я пробыл в порт в ночь на 22 октября 1936 года, и больше всего меня волновало состояние здоровья Мендеза Аспе. Это был очень нервный человек, который постоянно твердил, что мы не можем рисковать грузом (в это время Картахену активно бомбили немцы) и его нужно отравлять небольшими партиями. Я отвечал, что мы не могли так поступить потому, что налёты немецкой авиации вряд ли прекратятся, и мы должны продолжать грузить суда. После этого Мендез оставил вместо себя своего помощника, который помог нам с подсчётом ящиков.
Погрузка золота на суда заняла три ночи и 25 октября 1936 года четыре судна вышли из порта Картахены и взяли курс на Одессу, советский порт в Чёрном море. В походе нас сопровождали четверо испанцев, на которых были возложены обязанности по охране груза. Из 10 000 ящиков с золотом (560 тонн), находящихся на хранении в Картахене, до Одессы дошло только 7 800 (510 тонн). Орлов заявил, что всего было перевезено 7 900 ящиков, а Мендез Аспе, в свою очередь, заявлял, что ящиков было 7 800. Согласно документам в порту Одессы было принято 7 800 ящиков и до сих пор остается неясным — была ли это ошибка Орлова в подсчёте, или в ходе транспортировки потерялось 100 ящиков с золотом.

### Перевозка золотых резервов в Москву

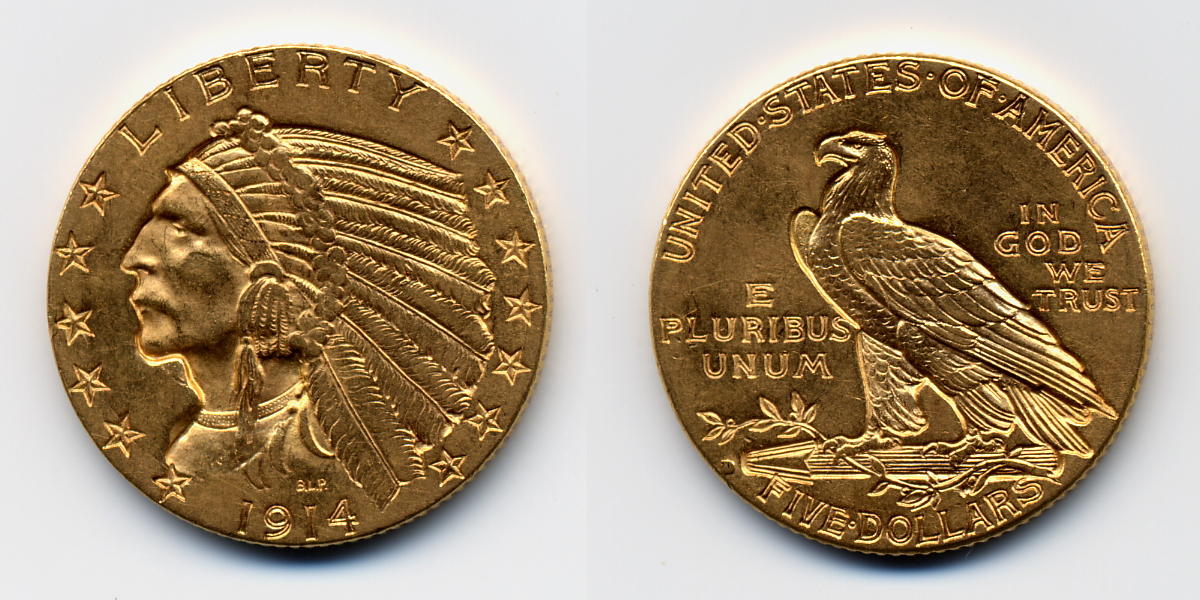
Золотая монета достоинством в 5 долларов США. Подавляющая часть золотых резервов Банка Испании были сформированы из золотых монет различной чеканки, среди которых преобладали монеты США.

Три корабля конвоя, вышедшего из Картахены, прибыли в порт Одессы 2 ноября 1936 года. Четвертое судно — Курск, из-за поломок пришло в Одессу несколькими днями позднее. Один из сотрудников Вальтера Кривицкого из Государственного политического управления при НКВД СССР так описывал сцену прибытия кораблей:
Вся территория, примыкающая к пирсу, была очищена от людей и окружена цепью специальных отрядов. Через всё освобождённое пространство, от пристани до железнодорожного пути, высшие чины ОГПУ изо дня в день переносили на спине ящики с золотом, сами грузили их в товарные вагоны, которые отправлялись в Москву под вооружённой охраной. Я пытался узнать, каково количество доставленного золота. Мой помощник не мог назвать какой-либо цифры. Мы переходили с ним через Красную площадь в Москве. Указав на пустое пространство вокруг нас, он сказал:
— Если бы все ящики с золотом, которые мы выгрузили в Одессе, положить плотно друг к другу на мостовой Красной площади, они заняли бы её полностью, из конца в конец.
Под охраной 173-го отдельного батальона ВВ НКВД золото было перевезено в Москву, где, согласно подписанному протоколу, 5 ноября 1936 года было помещено в Государственное хранилище ценностей (Гохран) в качестве депозита. В Москву золото прибыло незадолго до 19-й годовщины Октябрьской революции и, согласно утверждениям Александра Орлова, по этому случаю был организован банкет, и во время празднования Иосиф Сталин якобы, со слов перебежчика Орлова, сказал: «Не видать больше испанцам золота, как своих ушей».
Золото, перевезённое тремя кораблями, было помещено в Гохран, где находилось под военной охраной, а позднее к нему добавился груз, доставленный 9 или 10 ноября 1936 года судном Курск. Когда всё золото было на месте — приступили к его пересчёту. По первым предположениям на проверку и подсчёт груза потребовалось бы около года, но, несмотря на то, что пересчёт золота был проведён с максимальной тщательностью, это заняло всего два месяца (проверка начата 5 декабря 1936, закончена — 24 января 1937 года). Всего было вскрыто 15 571 мешков с золотом, в которых обнаружено 16 типов золотых монет: английские фунты стерлингов (соверен и полсоверена) (70 % от общего количества золота), испанские песеты, французские франки и луидоры, немецкие марки, бельгийские франки, итальянские лиры, португальские эскудо, российские рубли, австрийские шиллинги, голландские гульдены, швейцарские франки, мексиканские, аргентинские и чилийские песо, а также большое количество американских долларов. Вес золотых монет составил 509 287,183 килограмма, а вес слитков — 792,346 килограмма. Таким образом, общий вес золота составил 510 079 529,30 граммов 900-й пробы, или 460 568 245,59 граммов (около 14 807 363,8 тройских унций) золота 999 пробы. По окончании пересчета и проверки, стоимость золота была оценена в 1 592 851 910 золотых песет (около 518 миллионов долларов США). Часть монет представляла собой нумизматическую ценность, зачастую превышающую стоимость золота, из которого она была изготовлена, но советская сторона отказалась принимать эту ценность в расчёт. Тем не менее, советская сторона провела тщательный анализ монет, чтобы обнаружить фальшивые, дефектные или неполновесные экземпляры. При этом советская сторона никогда не сообщала о судьбе редких или антикварных монет, поэтому существует предположение, что эти монеты не были переплавлены наравне с остальными. Английским историком Барнеттом Боллотеном (англ. Burnett Bolloten) было выдвинута гипотеза, согласно которой редкие монеты были постепенно распроданы на международных рынках.
Окончательный протокол приемки золота был подписан 5 февраля 1937 года послом Испании в Советском Союзе и советскими представителями — народным комиссаром финансов Григорием Федоровичем Гринько и заместителем народного комиссара по международным делам Николаем Николаевичем Крестинским. Подписанный испанской и советской стороной протокол был составлен на русском и французском языках. Пункт № 2 раздела № 4 предусматривал права испанского правительства на реэкспорт и использование золота, а последнее положение документа снимало с Советского Союза ответственность за использование золота испанскими властями. В этом пункте было сказано, что «в случае получения распоряжения от Правительства Республики на вывоз или использование золота за границей, Народный комиссариат финансов снимает с себя ответственность пропорционально количеству золота, истребованного властями Испании». Таким образом, республиканские власти Испании могли свободно распоряжаться депонированным в Москве золотом, экспортировать золото или отказываться от него в пользу какой-либо стороны. При этом советские власти не несли ответственности за принятые испанской стороной решения. Стоит особо отметить, что советская сторона предоставило право распоряжения золотом не его законному владельцу — Банку Испании, а правительству Республики.
Официальный печатный орган испанской Национальной Конфедерации Труда «Solidaridad Obrera» 15 января 1937 года опубликовал статью, в которой осудил «абсурдную идею вывоза золотых резервов Банка Испании за рубеж». В ответ на эту статью, 20 января 1937 года государственное агентство «Космос» (исп. Cosmos) сделало полуофициальное заявление, в котором подтвердило наличие резервов в Испании. Перепалка в печати по поводу золотых резервов Банка Испании стала предвестником столкновений между социалистами и коммунистами, занимавшими доминирующее положение в правительстве Республики, и организациями анархистов, которые закончились поражением анархистов.
Вскоре после перевозки золота в СССР со сцены начинают уходить главные действующие лица, задействованные в этой операции. Так, советский посол в Испании Розенберг Марсель Израилевич и советский торговый представитель в Испании Артур Карлович Сташевский были казнены в 1937 и 1938 годах соответственно. Александр Орлов, опасаясь за свою жизнь, бежал в США в 1938 году. Советские чиновники Гринько, Крестинский, Маргулис и Каган были казнены 15 мая 1938 года по обвинению в участии в «антисоветском правоцентристском блоке» или исчезли при невыясненных обстоятельствах. Гринько был обвинён в «попытках подорвать финансовую систему Советского Союза». Четверо испанцев, откомандированных испанским правительством республиканцев, удерживались Сталиным в стране и смогли выехать в Стокгольм, Буэнос-Айрес, Вашингтон и Мехико только в октябре 1938 года. Посол Испании в СССР Марселино Паскуа (исп. Marcelino Pascua) был переведён в Париж.

## Использование золота
В период с 19 февраля 1937 года по 28 апреля 1938 года Хуаном Негрином было подписано 19 заявок на продажу золота, которые направлялись на исполнение Народному комиссару по финансам — Гринько Г. Ф. (до мая 1937), Чубарь В. Я. (до сентября 1937) и Звереву А. Г. (до конца войны). Согласно распоряжениям испанской стороны золото обменивалось на английские фунты, американские доллары и французские франки по курсу Лондонской фондовой биржи. По данным Мартина Асеньи в 1937 года было продано 374 тонны чистого золота, следующие 52 тонны были проданы за период январь-апрель 1938 года, а оставшиеся 30 тонн золота были зарезервированы в качестве обеспечения по кредиту в 70 миллионов долларов. Таким образом, к августу 1938 года в распоряжении республиканского правительства осталось только 2 тонны золота. В общей сложности за проданное золото было выручено 469.8 миллионов долларов США, 131.6 из которых были потрачены в СССР. В качестве комиссий и сборов советская сторона забрала себе 2.1 процента от общей суммы, а также 1.2 процента были взысканы в качестве оплаты транспортировки, переплавки и очистки золота. В итоге советская сторона получила порядка 3.3 процента от общей суммы стоимости золота, или 14.5 миллионов долларов США. Около трехсот тридцати пяти с половиной тысяч долларов США были переведены в пользу дочерней организации Госбанка СССР — парижский банк the Banque Commerciale pour l’Europe du Nord (Eurobank). Со счета Eurobank-а представители республиканского казначейства оплачивали поставки материалов, которые приобретались в Брюсселе, Праге, Варшаве, Нью-Йорке, Мехико.
Как только испанское золото было помещено в Гохран, советская сторона немедленно потребовала у республиканского правительства оплатить предыдущие поставки, которые прибыли из Советского Союза в качестве «подарка» союзникам по борьбе с фашистами. Помимо этого советский торговый представитель в Испании Артур Сташевский потребовал у Хуана Негрина оплатить 51 миллион долларов США за перевозку золота из Картахены в Москву. Испанские националисты столкнулись с такой ситуаций по оплате военных поставок, но немцы и итальянцы пошли на уступки Франко и предоставили ему рассрочку по оплате до момента окончания войны. Позиция советской стороны по оплате военных поставок подверглась критике испанских историков Франсиско Олайа Моралес и Анхеля Виньяса.
Историки, изучавшие «Досье Негрина», сходятся во мнении, что со стороны Советского Союза не наблюдалось злоупотреблений по проведению финансовых операций республиканского правительства. Однако, по мнению Марии Анхелы Понс (исп. María Ángeles Pons) было был странно ожидать, что «республиканское правительство получит бесплатную военную помощь от русских», и все расходы были оплачены испанской стороной. Тем не менее, такие авторы, как Джеральд Хоусон (англ. Gerald Howson), считают, что со стороны Советского Союза имели место злоупотребления в отношении испанского золота. Хоусон заявляет, что Сталин умышленно завышал стоимость материалов для испанской стороны путём завышений обменных курсов рубля к доллару США и испанской песете на 30-40 процентов.
Некоторые историки полагают, что контроль испанского золота со стороны Советского Союза привел к росту влияния коммунистов. Так, согласно мнению Хосе Хираля, несмотря на то, что военные поставки оплачивались испанской стороной, Советский Союз «перед началом поставок требовал назначений коммунистов на важные государственные посты».
Касательно расходов республиканского правительства, Анхель Виньяс заявляет, что золотые резервы Банка Испании были полностью израсходованы на военные закупки, включая сопутствующие платежи, за год до окончания Гражданской войны. Однако с таким мнением не согласны такие авторы, как Мартин Асенья и Олайя Моралес, которые критикуют выкладки Виньяса за его «гипотетические модели, не подтвержденные фактами». В том случае, если находящееся в Советском Союзе золото Банка Испании было полностью продано, судьба полученных от его продажи средств, переведённых в Banque Commerciale de l’Europe du Nord в Париже, остается неясной в связи с тем, что ни у испанской, ни у советской стороны, не оказалось документов, подтверждающие проведённые операции. По мнению Мартина Асеньи «расследование в отношении испанского золота так никогда и не было полностью закрыто». В любом случае, после продажи золотых резервов Банка Испании, кредит республиканского правительств был исчерпан.

## Последствия для финансовой системы Испании

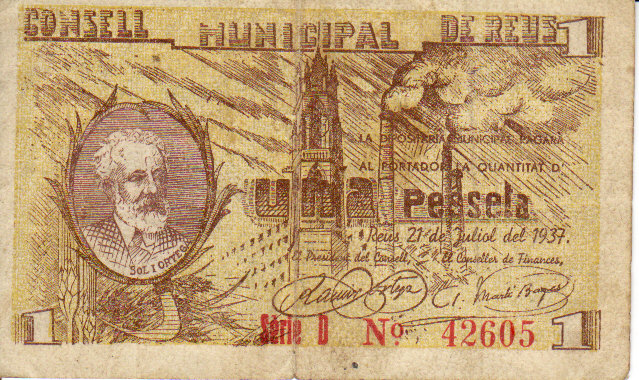
Аверс банкноты номиналом в одну песету, которые выпускались летом 1937 года муниципалитетом Реус.

Вывоз золотых резервов Банка Испании в Москву считается одной из основных причин кризиса финансовой системы Испании 1937 года. С учетом того, что золото использовалось в качестве обеспечения выпущенных бумажных денежных знаков, находящихся в обороте, отсутствие золотых резервов Банка Испании стало ударом для денежной системы Испании. Более того, усилия испанских националистов по освещению вопроса вывоза золотых резервов Банка Испании из страны не пропали даром, и это привело к снижению кредитного рейтинга республиканского правительства, и вызвало недоверие общественности к его действиям. Масла в огонь общественного недовольства подлило принятие Министерством финансов специального декрета от 3 октября 1936 года, согласно которому все золото находящееся на руках у испанцев должно быть сдано правительству. Поэтому несмотря на то, что республиканское правительство в январе 1937 года отрицало вывоз золотых резервов Банка Испании за рубеж, оно было вынуждено признать факт осуществления платежей, произведённых за счет этих резервов.
Дефицит золота, которое могло быть использовано республиканским правительством для обеспечения выпуска бумажных денежных знаков, привел к массовой эмиссии необеспеченной денежной массы. По состоянию на 30 апреля 1938 года на территориях, контролируемых республиканским правительством, денежная масса оценивалось в 12 миллиардов 754 миллиона песет, что на 265.8 процентов превышало денежную массу по состоянию на 17 июля 1936 года, которая в тот момент составляла 3 миллиарда 486 миллионов песет. В то же самое время на территориях, контролируемых испанскими националистами, денежная масса составила 2 миллиарда 650 миллионов песет, что на 650 миллионов превышало денежную массу по состоянию на июль 1936 года. Действия правительства в сфере денежного обращения привели к массовой инфляции и накоплению гражданами благородных металлов. При этом, если цены на территориях, контролируемых испанскими националистами, возросли на 40 процентов, то цены на территориях, контролируемых республиканским правительством, увеличились до 15 раз. Из обращения стали пропадать металлические монеты, вместо которых стали использоваться кружки из бумаги и картона. По причине высокой инфляции среди населения началось «бегство» от денежных знаков республиканского правительства, и кроме всего прочего стало известно, что в случае победы испанских националистов выпущенные республиканским правительством банкноты обесценятся, так как они выпускались только во время войны (начиная с июня 1936 года). В связи с тем, что государство не могло предпринять действенные меры по укреплению национальной валюты, это привело к тому, что муниципалитеты и местные органы власти наладили выпуск своих ценных бумаг для проведения расчетов. Однако проблема заключалась в том, что ценные бумаги муниципалитетов и местных органов власти могли не приниматься в качестве оплаты соседними муниципалитетами.
Таким положением вещей не преминули воспользоваться испанские националисты, которые утверждали, что такая высокая инфляция не является нормальной и была создана искусственно.
В свою очередь республиканское правительство обвинило в высокой инфляции «свободный рынок» и призвало к директивному управлению ценами. В своём отчёте, представленном на пленарном заседании Коммунистической партии в марте 1937 года, Хосе Диас Рамос прямо декларирует цели правительства:
...нам необходимо уделить особое внимание борьбе против наших настоящих врагов – промышленных воротил, бизнесменов, банковских пиратов, которые хоть и должны были быть ликвидированы на контролируемых нами территориях, но все еще продолжают творить свои чёрные дела. Именно эти враги должны быть ликвидированы максимально быстро, но при этом мы не должны задеть малых и средних предпринимателей.
Хосе Диас Рамос 
На фоне антикапиталистических выступлений республиканского правительства международное сообщество начинает постепенно склоняться на сторону испанских националистов. Дополнительным стимулом такого поведения иностранных государств послужили выступления крупных испанских бизнесменов, таких как бывший министр финансов и экономического развития Франсеск Камбо, имевших большой вес в финансовом мире. Чувствуя угрозу своим интересам, финансовый мир начинает помогать испанским националистам — так, к примеру, помощь националистам оказывали крупный испанский бизнесмен Хуан Альберто Марч (исп. Juan March Ordinas), Форд и Texaco. Помощь испанским националистам со стороны финансовых кругов привела к резкому снижению стоимости песеты, выпускаемой республиканским правительством.

## Холодная война

### Республиканское правительство в изгнании
В последние месяцы Гражданской войны возникли серьезные трения между приверженцами республиканского правительства — с одной стороны возникла фракция, которая требовала продолжение войны в ожидании надвигающейся Второй мировой, а другая выступала за переговоры с националистами. Хуан Негрин, занимавший в то время пост премьер-министра республиканского правительства, выступал за продолжение Гражданской войны. В своём стремлении к продолжению боевых действий против испанских националистов премьер-министр мог рассчитывать только на поддержку Коммунистической партии Испании, тогда как все остальные партии, включая Испанскую социалистическую рабочую партию к которой принадлежал сам Негрин, выступали за переговоры с националистами. Индалесио Прието в августе 1937 года публично отказался поддержать Негрина, и вышел из правительства, где занимал пост министра обороны. На заседании Центрального Комитета Испанской социалистической рабочей партии Прието публично обвинил Негрина за оказанное на него давление со стороны коммунистов, которые удалили его, Приету, из правительства. Начиная с осени 1938 года антагонизм между социалистами и коммунистами привел к серии кровавых столкновений между приверженцами этих партий.
Ларго Кабальеро критикует администрацию Хуана Негрина:

«Сколько всего золота было вывезено в Советский Союз? В связи с тем, что господин Негрин систематически отказывался предоставлять отчёт по действиям своей администрации, на этот вопрос ответить не так-то легко. Тем не менее известно, что по состоянию на 30 апреля 1938 года Банк Испании передал правительству золота на 1,592,851,906 миллиона [sic] песет, а серебра на 307,630,000 песет. Ко всему прочему, министерство финансов изымало ценности, находящиеся на хранении в государственном и частных банках, стоимость которых оценивается в многие миллионы.  Помимо этого, хотелось бы задать вопрос – куда делись ювелирные изделия из Королевского дворца в Мадриде, и квартир частных лиц?  Они тоже были потрачены на ведение войны? А сколько золото осталось в Советском Союзе после окончания войны? Каким образом было использовано это золото – его забрало правительство Негрина? Никто не может ответить на эти вопросы по той простой причине, что он (Негрин) отказывался предоставлять информацию по положению дел в экономике. Более того, администрация Негрина никогда не комментировала свои действия (в части распоряжения золотом), и фактически действовала без отчёта перед обществом. Поэтому стоит задуматься – какова причина молчания господина Негрина по вопросу ведения дел в экономическом блоке? По причине того, что наша страна управлялась таким вот безответственным образом, она была ввергнута в самую большую катастрофу за всю историю Испании. Сейчас даже трудно сказать, какого наказания заслуживают лица, благодаря которым стала возможна эта катастрофа».
Итогом межфракционных столкновений стал военный переворот в марте 1939 года во главе с полковником Сехизмундо Касадо (исп. Segismundo Casado), которого поддержала Испанская социалистическая рабочая партия. Временное правительство, созданное в результате переворота, вывело из своего состава коммунистов и сторонников Хуана Негрина. Это привело к бегству Негрина из страны и ускорило прекращение боевых действий с испанскими националистами, которые настаивали на безоговорочной капитуляции республиканского правительства. Против Негрина выдвинули обвинения в том, что он был марионеткой коммунистов и вывез золотые резервы Банка Испании, что и послужило причиной краха Республики.
После окончания Гражданской войны Испанская социалистическая рабочая партия продолжила работу в изгнании, в качестве лидера которой была выдвинута кандидатура Индалесио Прието. В итоге в обновленную Испанскую социалистическую рабочую партию вошли трое лидеров социалистов, представлявшие разные течения — Хулиан Бестейро, Индалесио Прието и Ларго Кабельеро. Все трое придерживались антикоммунистических взглядов и выступали против Хуана Негрина.
В среде бежавших из Испании социалистов циркулировали слухи о том, что не все золотые резервы Банка Испании были потрачены на военные закупки. Социалисты также активно критиковали администрацию Хуана Негрина за её непрозрачность, которая отказывалась раскрыть документацию, относящуюся к вопросу «московского золота». Особое положение среди критиков занимал Ларго Кабальеро, который по словам историка Анхела Виньяса «сделал все возможное для очернения фигуры Хуана Негрина».
В январе 1955, в самый разгар маккартизма в США, американский журнал Time опубликовал заявление Индалесио Прието, который выступил с обвинениями против Хуана Негрина и его «шашнями с Советами в вопросе золотых резервов Банка Испании». Выступление Индалесио Прието было использованы правительством Франко, которое через свои дипломатические представительства в Соединенных Штатах, Франции и Великобритании начало кампанию по давлению на Советский Союз, обвинив его в продаже испанского золота на европейском рынке. Несмотря на то, что еще в 1938 года правительство Франко было уведомлено об исчерпании золотых резервов Банка Испании, оно, тем не менее, продолжало добиваться возмещения нанесённого Испании ущерба:
Золото Банка Испании было захвачено коммунистами и перевезено в Советский Союз.  В обращении от 8 января 1955 года на имя министра иностранных дел СССР, подписанном представителями ряда европейских стран и Соединенных Штатов Америки, была осуждена практика советской стороны по вопросу золотых резервов Банка Испании, которые, как известно из компетентных источников, продолжают использоваться для проведения платежей. [116]

## Досье Негрина
Завеса тайны над финансовыми операциями администрации Хуана Негрина приоткрылась в момент публикации т. н. «Досье Негрина», в котором присутствовали документы по движению средств между Советским Союзом и республиканским правительством.
Ромуло Негрин (исп. Rómulo Negrín), сын умершего в Париже в конце 1956 года Хуана Негрина, следуя предсмертной воле своего отца передал представителю Министерства Иностранных Дел Антонио Мельчор де лас Эрас (исп. Antonio Melchor de las Heras) подборку документов в целях «прояснения вопросов использования золотых резервов Банка Испании». Начальные переговоры с правительством Франко вел бывший министр юстиции и друг Хуана Негрина Мариано Ансо (исп. Mariano Ansó), который заявил, что документы бывшего премьер-министра являются собственностью Испании. Пакет документов, заверенный подписью Мариано Ансо и датируемый 14 декабря 1956, был передан сыном Хуана Негрина официальным властям. Среди причин, которые сподвигли Негрина «очистить совесть», называлось и блокирование советской стороной «большого количества судов испанского торгового флота». Помимо этого Мариано Ансо заявил, что «Негрин считал своим долгом поддержать интересы Испании, и предоставить информацию об отношениях с Советским Союзом».

«Досье Негрина», неполная подборка документов по истории управления золотыми резервами Банка Испании, была переправлена министру иностранных дел Альберто Артахо (исп. Alberto Martín Artajo), который, в свою очередь, передал документы лейтенант-губернатору Банка Испании Хесусу Родригесу (исп. Jesús Rodríguez Salmones). В ввиду высокой ценности полученных документов руководитель Банка Испании дал поручение поместить их в хранилище Банка, хоть и не успел ознакомиться с ними лично. Несмотря на то, что передача пакета документов была сделана в строжайшей тайне, скоро факт передачи «Досье Негрина» стал достоянием общественности и вызвал жаркие споры. В январе 1957 года Франко направил специальную дипломатическую комиссию в Москву, официальной целью которой были переговоры по вопросу репатриации испанцев, находящихся в Советском Союзе. Однако бытовало мнение, что, в связи с новыми фактами полученными от сына Хуана Негрина, одной из тем переговоров между испанской и советской стороной будет вопрос возврата золотых резервов Банка Испании.
Позиция правительства Франко по вопросу золотых резервов Банка Испании:
В 1936 году испанское правительство уведомило ряд зарубежных государств о том, что Советский Союз может оплачивать поставки в счет золотых резервов Банка Испании, вывезенных коммунистами в Москву. Во время Освободительного похода (Гражданской войны) испанское правительство несколько раз предупреждало иностранные государства о возможных финансовых операциях, проведённых с использованием золотых резервов Банка Испании. Вполне естественно, что наше правительство повторяет свой протест на действия Советского Союза, который продолжает экспорт испанского золота. На текущий момент уже известны все фигуранты этой постыдной истории, и эта информация подтверждается даже сторонниками этих личностей. Кроме того, нужно отметить, что план по перевозке испанского золота в Одессу был лишь прикрытием для их отъезда в Советский Союз, и «независимость» республиканского правительства никого не должна вводить в заблуждение. Более того, с самого начала Гражданской войны на территориях, контролируемых республиканским правительством, хозяйничали красные комиссары. По сути дела, Гражданская война стала лишь прикрытием для операции по грабежу нашей страны, которая проводилась республиканским правительством Испании во главе с Ларго Кабальеро с подачи советских большевиков. Как сейчас известно, в Советский Союз было вывезено золота на 1,581,642 миллиона песет, и эта цифра подтверждается показаниями Валентина Гомеса (исп. Valentín Gómez), Хесуса Эрнандеса (исп. Jesús Hernández) и Индалесио Прието. Каждый из вышеназванных граждан владел информацией о реальном положении вещей, так как они либо прямо участвовали в грабеже, либо ему содействовали. На захваченное у Испании золото, советская сторона проводит активную скупку газет и радиостанций, которые использует в своей борьбе против испанских властей и не оставляет попыток установления контроля над Испанией. Но хотелось бы напомнить, что всех граждан, участвовавших в похищении золота, постигла трагическая судьба и это лишний раз подтверждает, что краденое золото никому не приносит пользы.
Хуан Негрин на протяжении пятнадцати лет отказывался передавать документы, вошедшие в «Досье Негрина» республиканскому правительству в изгнании, но в итоге передал их правительству Франко. По этому поводу президент республиканского правительства в изгнании Феликс Гордон Ордас (исп. Félix Gordón Ordás) записал с своём дневнике:
Решение Хуана Негрина (по передаче документов Франко) поставило меня в тупик, и я не могу найти этому логического объяснения. Поэтому у меня есть только два предположения: патриотическое рвение, или жажда мести. В том случае, если мы говорим о первом предположении – то это чистое безумство, так как отдавать деньги Франко это все равно, что топить их в море. Если же верно второе предположение, то это свидетельствует о такой степени разложение, которое мне даже трудно представить. Как бы то ни было, но факт передачи документов правительству Франко говорит лишь о том, что Хуан Негрин пренебрег интересам испанского народа и Республики. Своими действиями Негрин подтвердил, что он признает Франко в качестве легитимного руководителя страны.
В апреле 1957 года журнал «Time» сообщил о том, что через газету «Правда» и радио «Радио Москва» (Московское радио) советская сторона уведомило правительство Франко о том, что золотые резервы Банка Испании, находящиеся на хранении на территории Советского Союза, израсходованы в полном объеме. По этому поводу газета «Mundo Obrero» (газета Коммунистической партии Испании) в мае 1957 года опубликовало такую статью:
В последнее время ряд зарубежных изданий разместили у себя информацию об истории двадцатилетней давности, когда золотые резервы Банка Испании были перевезены в Советский Союз. При этом хотелось бы обратить внимание, что в опубликованных статьях не упоминалось о том, что согласно поручений республиканского правительства золотые резервы Банка Испании были полностью израсходованы. Сокрытие информации о расходах республиканского правительства приводит к неверной интерпретации фактов, и позволяет сделать вывод, что часть золотые резервы Банка Испании до сих пор остаются в Москве. Особо стоит отметить, что проверка веса и чистоты золота была проведена испанскими и советскими властями во время перевозки резервов в Советский Союз. После размещения золотых резервов Банка Испании на депозите в Государственном Банке СССР республиканское правительство получило возможность оплаты счетов за военные поставки, которые приобретались у иностранных государств.
Согласно имеющейся в нашем распоряжении информации, республиканское правительство проводило активные военные закупки у иностранных государств, оплату которых проводил Госбанк СССР в соответствие с полученными платежными поручениями. По информации, предоставленной советской стороной, республиканское правительство полностью израсходовало золотые резервы Банка Испании, перевезённые в Москву. При этом, все платежные документы от лица республиканского правительства Испании, визировались премьер-министром Франсиско Ларго Кабальеро, и министром финансов Хуаном Негрином. После того, как пост премьер-министра занял Хуан Негрин, он единолично подписывал платежные документы – за себя, и за министра финансов. В своём последнем письме от 8 апреля 1938 года, адресованному Совету Министров Испанской Республики, Хуан Негрин сообщает о полном исчерпании золотых резервов.
Следует также отметить, что по запросу республиканского правительства советская сторона предоставила кредит на сумму в 85 миллионов долларов, из которых было возвращено только 35 миллионов. Таким образом, у республиканского правительства образовался долг перед Советским Союзом в 50 миллионов долларов и Хуан Негрин, как главный подписант, прекрасно об этом знал. Более того, золотые резервы Банка Испании не использовались для поддержки испанских беженцев и испанских детей, которые оказались в Советском Союза, и все расходы на их содержание взяла на себя советская сторона.
Тем не менее, приведённая в газете «Mundo Obrero» информация не включала в себя никаких подтверждающих документов, и контрастировала с заявлениями видных членов республиканского правительства. Так, к примеру, Хуан Негрин еще в 1938 году подтверждал Хосе Хиралю, что в Москве остается нетронутыми две-трети золотых резервов Банка Испании. С учетом того, что такие заявления не были частью официальной переписки республиканского правительства, советская сторона смогла от них дистанцироваться. В связи с этим Индалесио Прието обвинил газету «Правда» в фальсификации информации, и заявил, что оставшиеся в Советском Союзе золотые резервы Банка Испании были использованы для поддержки Коммунистической партии Франции:
Как бы того ни хотелось, но Испанская социалистическая рабочая партия не может возложить всю вину за произошедшее (с золотыми резервами Банка Испании) на коммунистов. Это объясняется тем, что именно министр-социалист выдвинул идею перевозки золота в Советский Союз, а правительство, сформированное социалистами, поддержало эту идею. Ко всему прочему, банковские служащие, передавшие золото, тоже были социалистами, равно, как и сопровождавшие груз с золотом из Мадрида в Картахену.
Мы все стали невольными свидетелями хищений в огромных масштабах. Независимо от моего мнения в отношении Хуана Негрина (и переданных правительству Франко документов), я заявлю о том, что утверждения Негрина о полном истощении золотых резервов Банка Испании, не соответствуют действительности и являются низкопробной шуткой. Поэтому для верности повторю еще раз – действия Негрина представляют собой обыкновенную растрату вверенных ему средств. Что касается советской стороны, то она сфальсифицировала необходимые документы, как это было сделано на тех чудовищных процессах против врагов большевизма и партийной оппозиции. Задачу Советскому Союзу облегчил сам Хуан Негрин, который не может уличить фальсификаторов в подделке своей подписи.

## Историография и миф
Среди самых известных испанских авторов, изучавших вопрос золотых резервов Банка Испании, заметное место занимают Пабло Мартин Асенья (исп. Pablo Martín Aceña), Франсиско Олайя Моралес (исп. Francisco Olaya Morales) и Анхель Виньяс (исп. Ángel Viñas). При этом одним из первых исследователей, получившим доступ к архивам Банка Испании был Анхель Виньяс. На международном уровне самыми известными исследователями вопроса «испанского золота» были Джеральд Хоусон (англ. Gerald Howson) и Даниель Ковальски (англ. Daniel Kowalsky), которые в своих работах использовали документы из советских архивов, открытых для изучения в начале 90-х годов. Основными темами исследований Хоусона и Ковальски стали отношения Советского Союза с Испанией, и история военных поставок во время Гражданской войны.
Вопрос использования золотых резервов Банка Испании, как правило, не вызывает особо жаркой дискуссии, но в отношении места назначения и хранения золотых резервов существуют расхождения во мнениях. Так, к примеру, Анхель Виньяс, Рикардо Миральес (исп. Ricardo Miralles) и Энрике Морадиельос (англ. Enrique Moradiellos) защищают Хуана Негрина. При этом Виньяс заявляет, что «Хуан Негрин Гражданской войны проявил себя в качестве величайшего государственного деятеля», и все его действия по вывозу золота в Советский Союз были обоснованы политической и экономической обстановкой и санкционированы республиканским правительством. По мнению Виньяса поведение Негрина во многом было предопределено позицией западных демократических государства, которые самоустранились от конфликта в Испании, и оставили республиканское правительство один на один с националистами. Поэтому с точки зрения Виньяса, Рикардо Миральеса и Энрике Морадиельоса военные поставки, оплаченные за счет золотых резервов Банка Испании, были единственной возможностью оказания вооружённого сопротивления испанским националистам. С другой стороны, Мартин Асенья (исп. Martín Aceña) считает, что вывоз золотых резервов из Испании было большой ошибкой, оказавшей огромное влияние на финансовую систему страны: Советский Союз находился очень далеко и славился своими бюрократическими и непрозрачными процедурами. Поэтому, по мнению Мартина Асеньи, наиболее логичным решением была отправка золотых резервов в демократические страны США или Францию. Наиболее ярым критиком теории Анхела Виньяса является Олайя Моралес (Olaya Morales) — анархист, бежавший от режима Франко. Моралес называет действия администрации Негрина не иначе, как преступными, и утверждает, что вопрос «испанского золота» привел Вторую Республику к гибели.
Такие авторы как Фернандо Гарсия де Кортасар (англ. Fernando García de Cortázar), Пио Моа (англ. Pío Moa), и Альберто Рейг Тапия (англ. Alberto Reig Tapia) считают, что вопрос «испанского золота» является надуманным, и его появление связано с тяжёлым экономическим положением в послевоенной Испании.